# Naves (Corrèze)
Naves település Franciaországban, Corrèze megyében. Lakosainak száma 2318 fő (2022. január 1.). Naves Les Angles-sur-Corrèze, Bar, Chameyrat, Gimel-les-Cascades, Saint-Clément, Saint-Mexant, Seilhac és Tulle községekkel határos.

## Népesség
A település népességének változása:
| Lakosok száma | 1386 | 1912 | 2187 | 2245 | 2356 | 2390 | 2320 | 2336 | 2339 | 2318 |
|               | 1968 | 1982 | 1990 | 2006 | 2013 | 2015 | 2017 | 2019 | 2020 | 2022 |